# Wasserturm Nauen
Der Wasserturm ist ein denkmalgeschütztes Gebäude in Nauen, einer Stadt im Landkreis Havelland des Landes Brandenburg. Er wurde im Auftrag der Stadtverwaltung Ende des 19. Jahrhunderts zur Trinkwasserversorgung der Einwohner errichtet. Im Jahr 1978 wurden seine technischen Anlagen stillgelegt. Seit den späten 1990er Jahren steht der Wasserturm unter Denkmalschutz.

## Lage
Das dominante Bauwerk hat seinen Standort an der Straßenecke Zum Wasserturm/Goethestraße in der Nauener Altstadt. Anders als viele andere Wassertürme, die oft auf Anhöhen errichtet wurden, um einen natürlichen Höhenunterschied für den Wasserdruck zu nutzen, steht dieser Turm auf ebener Fläche.

## Baugeschichte

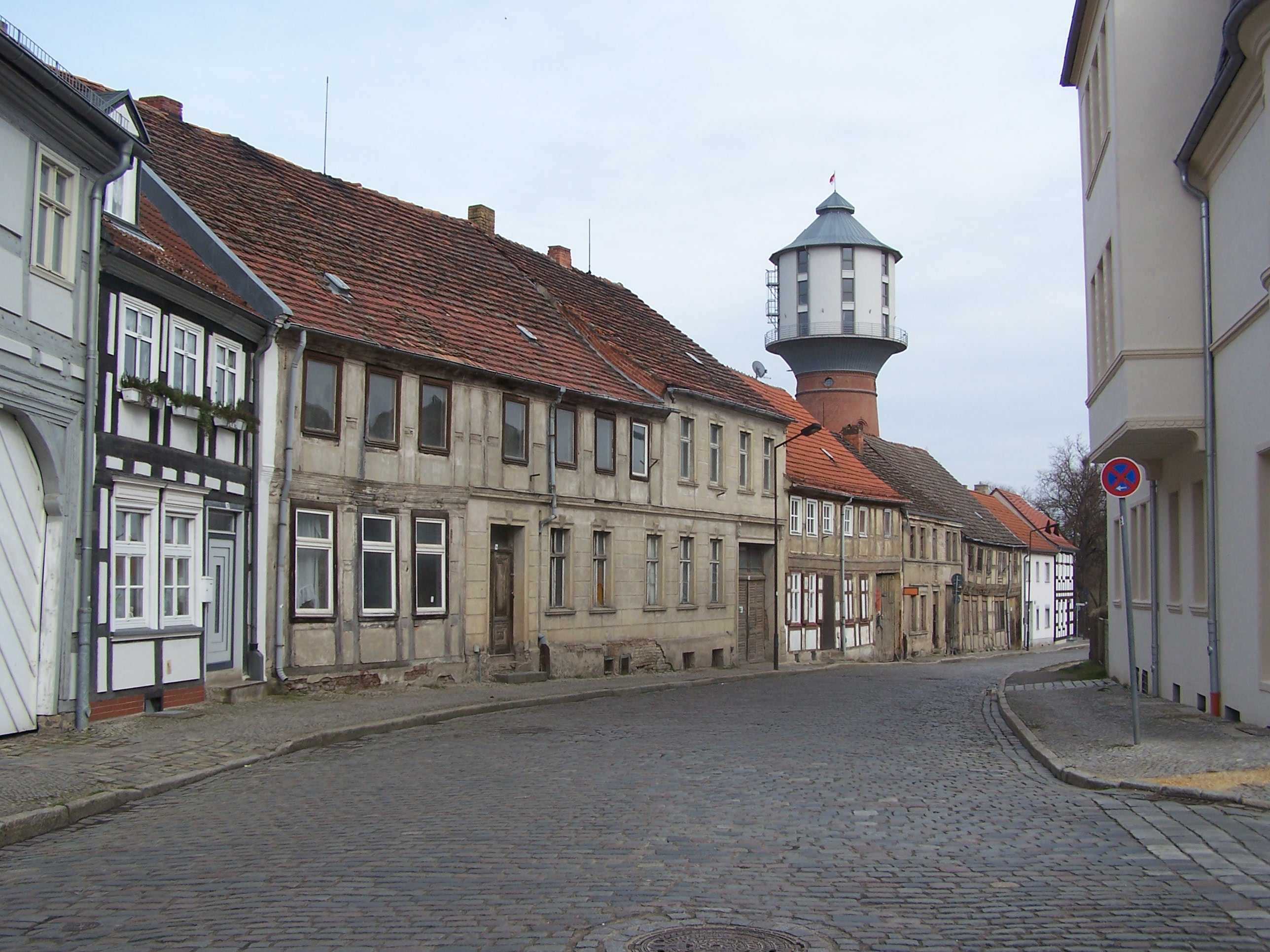
Nauener Altstadt mit Wasserturm

Der Wasserturm entstand in den späten 1890er Jahren und ging im Jahr 1898 in Betrieb. Knapp 90 Jahre diente er der Stadt zur Wasserversorgung. Im Jahr 1978 ersetzten elektrische Pumpen seine Aufgabe und der Turm stand etliche Jahre leer.
Einige Jahre nach der Wende, 2002 kaufte ein privater Investor das Gebäude für 58.000 Euro und sanierte ihn in den Jahren 2004 und 2005. Im Turmkopf entstanden nach dem Ausbau des Wasserbehälters zwei Wohneinheiten mit einer Wohnfläche von 220,3 m² bzw. fünf Zimmern, die über einen Aufzug und eine Wendeltreppe erreichbar sind. Die Wohnungen erstrecken sich über drei Etagen.
Das Objekt wurde im Jahr 2007 als Denkmal des Monats ausgezeichnet.
Die Deutsche Grundstücksauktionen AG brachte das Turmbauwerk jedoch im Jahr 2023 zur Versteigerung, weil sich offenbar der Investor finanziell übernommen hatte oder keine Mieter fand.
Bei der ersten Auktion im Winter 2023/2024 fand sich kein Interessent. Das aktuelle Mindestgebot (Frühjahr 2024) liegt bei 690.000 Euro.

## Architektur
Das Turmbauwerk ist 40 Meter hoch bei einem kreisförmigen Grundriss.
Für den Schaft, dessen Fuß einen Durchmesser von etwa neun Metern aufweist und im mittleren Bereich rund 12 Meter dick ist, wurden Backsteine sorgfältig aufgemauert und nicht verputzt. Der Kesselraum entsteht aus einer Hohlkehle heraus und ist in einem runden zylindrischen Kopf aus leichterem Material eingerichtet, der mit weißem Putz versehen wurde. Im Schaft sind Bogenfenster versetzt angeordnet, die das Innere mit Tageslicht versorgen.
In Höhe des Behälterbodens zieht sich rundherum eine offene Aussichtsgalerie hin.
Eine eiserne Wendeltreppe mit 200 Stufen dient zur Erschließung des Inneren. Oberhalb des flachen Kegeldaches schmückt eine sechseckige Laterne den Turm, die mit Kupfer belegt ist. Auf der Spitze wurde die Brandenburger Landesfahne postiert.
Das gesamte Bauwerk erinnert an eine übergroße Laterne, auch an eine Fackel oder an einen Leuchtturm und dominiert die Bauten der Nauener Altstadt.